# Fulakora smithi
Fulakora smithi es una especie de hormiga del género Fulakora, familia Formicidae. Fue descrita científicamente por Brown en 1960.
Se distribuye por Australia. Se ha encontrado a elevaciones de hasta metros. Vive en microhábitats como rocas y piedras. También frecuenta los bosques de eucaliptos.